# 潭门镇
潭门镇，是中华人民共和国海南省琼海市下辖的一个镇。全镇行政区域面积为89.5平方公里，海岸线全长18公里，辖14个村委会，220个村民小组，常住人口约3.1万人。以渔业，尤其以南海远洋捕鱼为主要产业，居民多为渔民。

## 行政区划
潭门镇下辖以下地区：
日新村、潭门村、旧县村、林桐村、草塘村、墨香村、金鸡村、北埇村、凤头村、苏区村、社昌村、多亩村、西村和福田村。